# Лучано Спаллетті
Лучано Спаллетті (італ. Luciano Spalletti; 7 березня 1959, Чертальдо, Тоскана, Італія) — колишній італійський футболіст, по завершенні ігрової кар'єри — футбольний тренер. У серпні 2023 року був призначений головним тренером національної збірної Італії з футболу та привів команду до кваліфікації на Євро-2024, де вони вибули в 1/8 фіналу. Його звільнили з посади тренера збірної Італії в червні 2025 року.

## Клубна кар'єра
Лучано Спаллетті народився 7 березня 1959 року в місті Чертальдо, розташованому в самому центрі італійської провінції Флоренція. Почавши тренуватися в 12 років у місцевому футбольному клубі, він досить швидко потрапив на олівець до селекціонерів і був запрошений в дитячу академію Флоренції. Професійну футбольну кар'єру розпочав у місцевому клубі нижчої ліги на позиції нападника, але до моменту початку професійної кар'єри футболіста перемістився в півзахист. Утім, пробитися до клубів вищих ліг йому не вдалося — всю кар'єру гравця Спаллетті провів у клубах третьої за силою італійської ліги, серії С: «Ентелле», «Спеції», «Віареджіо» і «Емполі».

## Тренерська робота
В «Емполі», завершивши ігрову кар'єру, в 1994 році Спаллетті почав тренерську діяльність, на посаді помічника тренера. Наступні півтора року Лучано провів як наставник молодіжної команди «Емполі», а вже в 1995 році очолив головну команду. Зі скромного клубу серії С за два сезони Спаллетті перетворив «Емполі» в команду, що на повній швидкості увірвався в еліту італійського футболу, протягом двох років вигравши спочатку серію С, а потім і серію В.
Успіхи тренера не залишилися непоміченими, і він був запрошений в «Сампдорію». Там він пропрацював лише рік, після чого очолив скромну «Венецію», а потім і «Удінезе». Не домігшись особливих успіхів, він на рік відправився в «Анкона», звідки у 2002 році повернувся в Удіне, де і уклав з клубом довгостроковий контракт. Вже через 2 роки скромний клуб перевершив усі очікування спортивних фахівців — у сезоні 2004/05 команда фінішувала в четвірці серії А, добившись права на участь у Лізі чемпіонів.

### «Рома»

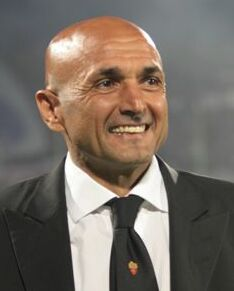
Лучано Спаллетті під час першої роботи з «Ромою».

Незабаром прогрес тренерської майстерності Спаллетті привернув увагу одного з грандів європейського та італійського футболу — «Роми», яка в 2004—2005 роках провела один із гірших сезонів у своїй новітній історії. Офіційне представлення Спаллетті в «Ромі» подавалося як «поява людини, здатної внести порядок у хаос», і тренер не підвів — в перший рік римляни стали віцечемпіонами країни. Наступного року команда оновила рекорд ліги за кількістю перемог поспіль (11), причому зроблено це було в матчі з принциповим суперником — «Лаціо».
Регулярно стаючи віцечемпіоном Італії, «Рома» під керівництвом Спаллетті паралельно успішно грала в кубкових змаганнях — слідом за фіналами Кубка Італії 2005 і 2006 років римляни виграли Кубки країни 2007 та 2008 років, Суперкубок Італії-2007. У 2006 і 2007 роках Спаллетті визнається найкращим італійським тренером, а в сезоні-2007/08 «Рома» під його керівництвом стає першою європейською командою, що двічі обіграла мадридський «Реал» на «Сантьяго Бернабеу».
1 вересня 2009 року, після невдалого старту на початку сезону 2009/10, закінчив роботу з римським клубом.

### «Зеніт»
11 грудня 2009 року Лучано Спаллетті призначений головним тренером петербурзького футбольного клубу «Зеніт». Попервах «Зеніт», очолюваний Спаллетті, не програвав протягом 23 матчів. Першу поразку петербурзький клуб зазнав від французького «Осера» з рахунком 0:2. Програш у цьому матчі не дозволив «Зеніту» потрапити в груповий етап Ліги чемпіонів. Крім цього, очолюваний Спаллетті клуб двічі програв у чемпіонаті Росії, що, втім, не похитнуло лідерські позиції команди, і вона стала чемпіоном. У груповому етапі Ліги Європи «Зеніт» здобув шість перемог у шести матчах, за два тури до кінця турніру забезпечивши собі вихід у стадію плей-оф і перше місце в групі.

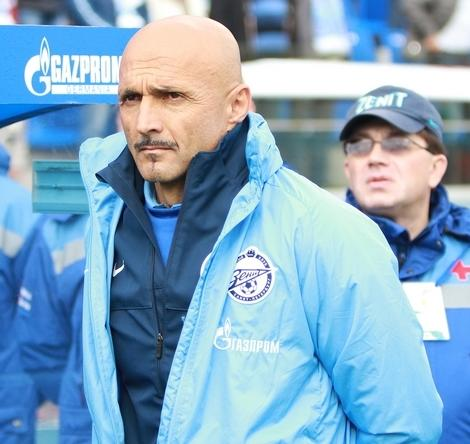
Лучано Спаллетті під час роботи з «Зенітом». 29 вересня 2012 року.

16 травня 2010 року «Зеніт» став володарем Кубку Росії, обігравши у фінальному матчі «Сибір» (1:0). 14 листопада 2010 року, за два тури до закінчення чемпіонату Росії, після домашньої перемоги над «Ростовом» з розгромним рахунком 5:0, «Зеніт» став чемпіоном країни.
6 березня 2011 року очолюваний Спаллетті «Зеніт» завоював Суперкубок Росії, обігравши на краснодарському стадіоні «Кубань» ЦСКА 1:0.
У 2011 році «Зеніт» під керівництвом Спаллетті взяв участь у груповому етапі Ліги чемпіонів. Показавши досить переконливу гру, «Зеніт» вперше в історії вийшов у весняну стадію розіграшу Ліги чемпіонів. Вирішальний матч відбувся на стадіоні «Драгау» «Порту». Петербурзькій команді достатньо було зіграти внічию, що підопічні Спаллетті і зробили, забезпечивши вихід із групи з другого місця. 28 квітня в 41-му турі чемпіонату Росії 2011/12 «Зеніт» переміг у домашньому матчі московське «Динамо» (2:1) і оформив чемпіонство за 3 тури до завершення. Таким чином, Лучано Спалетті виграв другий поспіль чемпіонський кубок з «Зенітом».
Перед початком сезону 2012/13 «Зеніт» поповнили Халк і Аксель Вітсель, ці трансфери стали рекордними для російського футболу. Однак успіху команді це не принесло — «Зеніт» не зумів вийти в плей-оф Ліги чемпіонів, посівши лише третє місце в групі, а чемпіонство в Росії поступилися ЦСКА.
11 березня 2014 року керівництво «Зеніту» ухвалило рішення про відсторонення Спаллетті і його тренерського штабу від керівництва командою після нульової нічиєї в матчі проти «Томі». Тим не менш клуб не став розривати контракти з італійцем і його штабом, продовжуючи платити їм зарплату до завершення контракту влітку 2015 року, навіть після призначення на його місце Андре Вілаша-Боаша, оскільки одноразова виплата неустойки могла створити «Зеніту» проблеми при дотриманні правил фінансового fair-play.

### Повернення до «Роми»
13 січня 2016 року вдруге очолив «Рому». 30 травня 2017 року стало відомо, що Спалетті та «Рома» дійшли згоди про припинення співпраці За підсумками сезону 2016/2017 фахівець вивів «Рому» напряму до групового етапу Ліги Чемпіонів.

### «Інтернаціонале»
9 червня 2017 року спеціаліста було призначено головним тренером міланського «Інтернаціонале», з яким він уклав дворічну тренерську угоду. Свій перший сезон під керівництвом Спаллетті «Інтер» завершив на четвертому місці Серії A, уперша за попередні шість років кваліфікувавшись до Ліги чемпіонів. Тож у серпні 2018 року контракт тренера було подовжено ще на два роки, до 2021 року.
Утім вже по завершенні сезону 2018/19, в якому «Інтер» знову став четвертим у чемпіонаті, Спаллетті відправили у відставку, а на його місце був призначений Антоніо Конте.

### «Наполі»
Перед початком сезону 2021–2022 Лучано Спаллетті став головним тренером «Наполі».
За результатами сезону 2022–2023, свого другого у Неаполі, привів місцеву команду до її третьої в історії перемоги у чемпіонаті Італії.

### Збірна Італії
Після тріумфу з «Наполі» 1 липня 2023 року залишив команду, заявивши про бажання відпочити. Утім невдовзі отримав пропозицію очолити тренерський штаб національної збірної Італії і вже 1 вересня був представлений як її новий головний тренер.

## Тренерські досягнення
- «Емполі»
  - Володар Кубка італійської серії C: 1995/96.
  - Переможець Серії C: 1995/96.
  - Переможець Серії B: 1996/97.
- «Рома»
  - Віцечемпіон Італії: 2005/06, 2006/07, 2007/08.
  - Володар Кубка Італії: 2006/07, 2007/08.
  - Володар Суперкубка Італії: 2007.
  - Тренер року в Італії: 2006, 2007.
- «Зеніт»
  - Володар Кубка Росії: 2009/10.
  - Чемпіон Росії: 2010, 2011/12
  - Володар Суперкубка Росії: 2011
  - Найкращий футбольний тренер Росії за версією РФС: 2010, 2011/12
- «Наполі»
  - Чемпіон Італії: 2022/23